# Test de fixation du complément
Le test de fixation du complément est un test immunologique médical qui peut être utilisé pour détecter la présence d'anticorps spécifiques d'un antigène dans le sérum d'un patient, selon que la fixation du complément se produit ou non. Il a été largement utilisé pour diagnostiquer les infections, en particulier avec les microbes qui ne sont pas facilement détectables par des méthodes de culture, et dans les maladies rhumatismales. Cependant, dans les laboratoires de diagnostic clinique, il a été largement remplacé par d'autres méthodes sérologiques comme ELISA et par des méthodes basées sur la détection de l'ADN des pathogènes, en particulier la PCR.

## Méthode classique: tester la présence des anticorps
Le système du complément est un système de protéines sériques qui réagissent avec les complexes antigène-anticorps. Si cette réaction se produit sur une surface de cellule, cela se traduira par la formation de pores transmembranaires et donc la destruction de la cellule. Les étapes de base d'un test de fixation du complément sont les suivantes :
1. le sérum est prélevé sur le patient ;
2. les patients ont naturellement différents niveaux de protéines du complément dans leur sérum. Pour annuler tous les effets que cela pourrait avoir sur le test, les protéines du complément dans le sérum du patient doivent être détruites et remplacées par une quantité connue et standardisée de protéines du complément ;
  1. le sérum est chauffé de telle manière que toutes les protéines du complément, mais aucun des anticorps, en son sein sont détruits. Ceci est possible parce que les protéines du complément sont beaucoup plus sensibles à la destruction par la chaleur que les anticorps,
  2. une quantité connue et standardisée de protéines du complément est ajoutée au sérum. Ces protéines sont souvent obtenues à partir de sérum de cobaye,
3. l'antigène d'intérêt est ajouté au sérum ;
4. des globules rouges (GR) de mouton qui ont été pré-liés à des anticorps anti-globule rouge de mouton sont ajoutés au sérum. Le test est considéré comme négatif si la solution devient rose et positif autrement.

Patient positif : si le sérum du patient contient des anticorps contre l'antigène d'intérêt, ils se lieront à l'antigène dans l'étape 3 pour former des complexes antigène-anticorps. Les protéines du complément réagiront avec ces complexes et seront  épuisées. Ainsi, lorsque les complexes anticorps-GR sont ajoutés à l'étape 4, il n'y aura plus de complément dans le sérum et les GR resteront intacts au fond du tube.

Patient négatif : si aucun anticorps contre l'antigène d'intérêt n'est présent, le complément ne sera pas épuisé et il va réagir avec les complexes anticorps-GR ajoutés à l'étape 4, conduisant à la lyse des globules rouges qui vont déverser leur contenu dans la solution, donnant ainsi une solution rose.
Le test peut être fait quantitativement en mettant en place une série de dilutions du sérum du patient pour déterminer le facteur de dilution le plus élevé donnant un test positif (absence de lyse des globules rouges). Ce facteur de dilution correspond au « titre » en anticorps.

## Autre méthode: tester la présence de l'antigène
Bien que la détection d'anticorps soit le format de test le plus fréquent, il est également possible de tester la présence de l'antigène. Dans ce cas, le sérum du patient est complété avec un anticorps spécifique de l'antigène pour induire la formation de complexes. L'ajout de complément et de complexes anticorps-GR est effectué comme avant.

## Applications

### En médecine humaine
Détection des anticorps contre: 
- la bactérie Listeria monocytogenes responsable de la listériose.
- les virus coxsackie A et B.
- les virus de la grippe.
- la bactérie Coxiella burnetii responsable de la fièvre Q ou coxiellose.
- la bactérie Treponema pallidum responsable de la syphilis.
- les bactéries du genre Mycoplasma.

### En médecine vétérinaire
Détection des anticorps contre: 
- les bactéries du genre Brucella responsables de la brucellose.
- la bactérie Burkholderia mallei responsable de la morve.
- la bactérie Mycoplasma mycoides responsable de la pleuropneumonie contagieuse bovine (PPCB).
- Trypanosoma brucei
- Trypanosoma equiperdum responsable de la dourine.
- Leishmania donovani et Leishmania infantum